# Le Garçon et le Chien
Le Garçon et le Chien est une eau-forte  et aquatinte réalisée en 1862 par Édouard Manet qui venait d'adhérer à la Société des aquafortistes fondée la même année. Le sujet a été traité sous  trois formes en 1862, puis Manet y est revenu une quatrième fois en 1874, avec une lithographie calquée sur une photographie de  l'huile sur toile Le Gamin au chien qu'il avait réalisée en 1862.

## Contexte
En septembre 1862, le marchand d'estampes et éditeur Alfred Cadart, associé au photographe Félix Chevalier annonce la publication d'un cahier de huit gravures  à l'eau forte intitulé Sujets divers de Manet. Cadart avait déjà publié une suite d'estampes de Jongkind et d'autres peintres aquafortistes, adhérant comme Manet à la Société des aquafortistes. Cette période voit naître la mode des cahiers d'eaux fortes. Celui de Manet devait paraître sous couverture illustrée par ses soins et intitulée : Eaux-Fortes par Édouard Manet présentée par Polichinelle. Cette série ne constitue pas les premiers pas du peintre qui a déjà réalisé  d'autres lithographies, notamment du portrait de Manet père. Celle du Garçon est particulière car l'artiste l'a longuement retravaillée  en plusieurs étapes.

## Description
Le modèle est le petit Alexandre, enfant qui s'était pendu dans l'atelier de Manet et dont Baudelaire a tiré un poème : La Corde. L'eau forte et aquatinte intitulée Le Garçon et le Chien conclut en quelque sorte une recherche sur le sujet. Dans un premier temps la tête de l'enfant et sa posture sont très conventionnelles, fidèles par rapport au tableau. Celle-ci au contraire témoigne d'une spontanéité et d'une liberté étonnantes. Elle n'a aucun rapport avec le tableau Le Gamin au chien. Dans un premier temps, il s'agit d'un dessin très esquissé comme un croquis pris sur le vif auquel l'état définitif, un peu trop encré a enlevé un peu de son charme initial, même si l'œuvre gagne en force. Le petit garçon coiffé d'un bonnet, enlace affectueusement le chien qui se tourne vers lui, l'air confiant. Cette planche a été retirée sur chine pour le cahier que l'artiste. Elle  a probablement  été offerte aux amis de l'artiste. Elle n'a plus été rééditée du vivant de Manet.

## Historique
L'épreuve de l'eau forte qui porte la mention  « bon à tirer », écrite de la main de Manet est sans doute restée chez Cadart. On la retrouve parmi les 8 000 pièces de la collection d'autographes du comte Maurice Allard du Chollet qui l'a offerte à la Bibliothèque nationale de France avec deux lettres manuscrites de Manet en 1937. Étienne Moreau-Nélaton a légué ses collections à l'État  en 1947. Le Cabinet des estampes a ainsi reçu une vingtaine de dessins et un grand nombre d'estampes uniques ou rarissimes, décrites pour la première fois dans le catalogue de l'œuvre gravé de Manet édité en 1906. Aperçu d'un des états le Garçon et le Chien encré plus fortement.